# Дмитроченко, Александр Петрович
Александр Петрович Дмитроченко (1 сентября 1900, Улла Витебская область Белоруссия — 8 августа 1981, Ленинград, СССР) — советский учёный в области животноводства, академик ВАСХНИЛ (1967).

## Биография
Родился 19 августа (1 сентября) 1900 года в селе Улла Витебской губернии в семье чиновника. В 1922 году окончил Стебутовский сельскохозяйственный институт в Петрограде и механический факультет Ленинградского политехнического университета (1928г)
- 1921—1922 лаборант Стебутовского СХИ;
- 1922 преподаватель, старший ассистент, доцент ленинградского СХИ;
- 1923—1930 ассистент, старший специалист Отдела зоотехнии Государственного института опытной агрономии,
- 1930—1935 заведующий кафедрой кормления с.-х. животных Ленинградского агропедагогического института.
- 30 октября 1934 года арестован по обвинению в участии в Контр-революционной группе, 5 июля 1935 года осуждён ОСО при НКВД СССР на 5 лет лишения свободы. Срок отбывал в Ухтпечлаг, куда прибыл из Бутырской тюрьмы 3 сентября того же года[1].
- 1935—1939 агроном, начальник производственной части с.-х. отдела Ухтонженского треста,
- 18 января 1939 года освобождён из места заключения[1].
- 1939—1946 заведующий кафедрой кормления животных Вологодского СХИ.
- 1945—1956 заведующий кафедрой с.-х. животных Ленинградского ветеринарного института.
- Заведующий кафедрой кормления с.-х. животных (1947—1976), профессор-консультант (1976—1981) Ленинградского СХИ.

Скончался 8 августа 1981 года в Ленинграде.

## Научные работы
Основные направления научных исследований — разработка новых методов оценки питательности кормов, типизация кормления сельскохозяйственных животных, выяснение закономерностей их роста и индивидуального развития в зависимости от качества корма. Провёл фундаментальные исследования по уточнению потребности животных в питательных и биологически-активных веществах. Установил зависимость биологической ценности протеина для взрослых жвачных животных от его состояния от наличия в нём легко расщепляемых фракций.
Подготовил 15 докторов и 100 кандидатов наук. Опубликовал более 200 научных работ.
Основные публикации:
- Основы кормления сельскохозяйственных животных / соавт. М. В. Слетова[a]. — М.; Л.: Сельколхозгиз, 1931. — 376 с.
- Кормление сельскохозяйственных животных. — М.; Л.: Сельхозгиз, 1956. — 576 с.
- Методы нормирования кормления сельскохозяйственных животных / соавт.: Н. И. Зайцева и др. — Л.: Колос, 1970. — 284 с.
- Протеиновое питание животных / соавт.: И. С. Попов, В. М. Крылов. — М.: Колос, 1975. — 368 с.
- Справочник по кормовым добавкам: Минск,1975
- Кормление, откорм свиней и выращивание молодняка. М.Л 1934.

## Награды и премии
- За многие заслуги перед обществом, Александру Дмитроченко было присвоено почётное звание — Герой Социалистического Труда (1966).
- Заслуженный деятель науки РСФСР (1961).
- Награждён 2 орденами Ленина (1961, 1966), медалями СССР, ВСХВ и ВДНХ.

## Комментарии
1. ↑  В момент написания книги Мария Викторовна Слетова была студенткой. Дочь двух видных эсеров А. Н. Слётовой и В. Н. Чернова, Мария была арестована на 5-м месяце беременности  через 11 дней после ареста Дмитроченко. Вторую половину 30-х годов она находилась в ссылке[2].